# Корпус «Г» ТРТИ
Корпус «Г» ТРТИ — учебно-административное здание Инженерно-технологической академии Южного федерального университета (бывший Таганрогский радиотехнический институт), расположенное на площади Маяковского по адресу ул. Энгельса, 1.

## История здания
Строительство здания корпуса «Г» ТРТИ было начато в 1952 году, одновременно со строительством студенческих общежитий № 1 (Октябрьская пл., 5) и № 2 (пер. Добролюбовский, 15), 42-квартирного дома для профессорско-преподавательского состава («Профессорский дом», ул. Чехова, 49) и нового здания средней школы № 8. Старое здание школы № 3 находилось на территории площади Маяковского, занимаемой ныне левым крылом корпуса «Г» и корпусом «Д» и, согласно проекту, подлежало сносу.
Проект здания корпуса «Г» был разработан ГИПРОВУЗом Госкомитета СССР по народному образованию. Архитектор — П. В. Бондаренко (по другим данным — Виктор Бондаренко). Строительные работы велись трестом «Таганрогстрой».
24 октября 1955 года было принято в эксплуатацию правое крыло корпуса «Г», в котором разместился радиотехнический факультет. Центральная часть корпуса и его левое крыло были сданы в эксплуатацию в 1958 году. Учебный корпус «Г» был принят Госкомиссией 22 декабря 1958 года.
После ряда преобразований, предпринятых в отношении Таганрогского радиотехнического института, здание являлось главным корпусом Таганрогского кампуса ЮФУ, а на сегодняшний день — главным корпусом Инженерно-технологической академии ЮФУ.

## Архитектурные особенности
Величественное монументальное четырёхэтажное здание корпуса «Г» в архитектурном отношении представляет образец советского неоклассицизма.